# 雷州话
雷州话，又称黎话，为漢藏語系漢語族閩語的一個方言，为雷州民系的母语，现主要通行于中国雷州半岛的雷州、徐闻、遂溪南部、麻章区、東海島、霞山区、廉江市的横山、河堤、龙湾3个区及新民、营仔的部分乡村、吳川市的兰石、王村港、覃巴等区镇，坡頭區麻斜南山等區域以及茂名市电白區和陽江市陽西縣部分乡镇等地。黎话民系把自己当地的雷州话称为黎话。
雷州话有广义和狭义之分。广义的雷州方言指通行于雷州半岛的一种闽语，狭义的雷州方言仅指原海康县雷城街道及其附近乡镇所通行的雷州方言，即雷城话。雷州话以雷州市雷城街道的雷城话为代表方言。历史上，雷城镇一带是雷州府的府治。不论是传统的雷剧，还是今日电台的雷州话播音，皆以雷城话为标准口音。
傳統的觀點认为雷州话是閩南語的一种方言，称之为闽南语的“雷州片”。不过，由於雷州話與閩南語之間存在較大差異，今日已被單獨劃出歸屬於「閩語大區」，与闽南区并列，称为闽语大区的雷州区或闽语大区的雷州片；也有學者將雷州話與海南話合稱為瓊雷話，並將瓊雷話歸為閩語直系分支。ISO 639-6则将雷州话列为闽语的直属分支。
雷州话的使用者為唐代以來的閩南移民后裔，與現今閩南地區語言有諸多相同之處，其中與潮汕話最為接近。同海南話一樣，雷州話受到了周邊語言的一定影響，並因時間的推移產生了差異，發展為一種獨特的語言。雷州話與海南話也存在諸多相似之處，但仍存在不小的差異。

## 通行地区
雷州话主要通行于湛江市南部地區通行，包括雷州市境内的二十一个区镇、麻章区、徐闻县全境和遂溪县大部分地区，是雷州半岛和湛江市辖境之内通行范围最广、使用人口最多的一种方言。此外，其使用的地区还有：湛江市麻章、湖光、太平、民安、东山、东简、硇洲等七个市辖郊区以及赤坎、霞山两个市区的部分居民，廉江县的横山、河堤、新民、龙湾、营仔五个区，吴川县的覃巴、兰石、王村港三个区，电白县城关水东镇以及林头、坡心、七迳、霞洞羊角五个区的部分地区，在电白、信宜沿海各镇也是通用語言。总体估计使用者人数约四百五十万。
雷州话以雷州市雷城镇的雷城话为代表方言。历史上，雷城镇一带是雷州府的府治。不论是传统的雷剧，还是今日电台的雷州话播音，皆以雷城话为标准口音。

## 历史
雷州话古时被称为“东语”或“客语”。康熙二十六年（1687年）的《海康县志》，在“民俗志·言语”一节中记载：“有东语，亦名客语，与漳潮大类，三县九所乡落通谈此。”
雷州话脱胎自古代闽南语。南宋末年，元兵攻陷临安，益王赵昰在陆秀夫、张世杰等大臣辅佐下在福建称帝。后来因元兵攻打福建，南宋朝廷逃到广东。陈若水、陈八宣、陈汝楫等人，在兴化府（今福建省莆田市）组织了民兵30多万人随行保驾。南宋在崖山之战中灭亡后，陈若水、陈汝楫等人率莆田籍民兵逃亡到雷州半岛，定居于此。随时间推移，逐渐产生具有自己特色的雷州话。

## 内部差异
雷州话各方言之间大致可以互通，但仍存在显著差异。雷州话大致可以分为雷城音、徐闻音、遂溪音、廉江音和郊区音等，其中徐闻话与廉江话同雷城话之间相差较远。
廉江话的横山口音点在声母系统中多出了声母/f/和/ɬ/。古非敷奉三母字的文读音在横山口音中多数读作/h/，少数读作/f/（在雷城话中读作/h/或/b/）。其他方言中读作/s/的声母，在廉江话中一律读/ɬ/，这一特征与莆仙语相同。
徐闻县由于地理位置靠近海南岛，因而与海南话比较接近。在徐闻话的徐城口音中，把其他方言中的/p/、/t/两种声母读作内爆音/ʔb/和/ʔd/，又把雷城话中的/s/和/t͡sʰ/读作/t/，这些都是海南话的特征。

## 音韵体系

### 声母
| p 波      | pʰ 坡  | b 磨 | m 魔 |
| t 刀      | tʰ 驼  | n 娜 | l 罗 |
| ts 槽     | tsʰ 切 | s 所 | z 尿 |
| k 哥      | kʰ 戈  | ŋ 俄 |      |
| 零声母 窝 |        | h 何 |      |

### 韵母
|       | i 济   | u 敷   |
| a 爸  | ia 兵  | ua 瓜  |
| ɔ 波  | iɔ 浆  |        |
| ɛ 马  | iɛ 爷  | uɛ 妹  |
| ai 派 |        | uai 蒯 |
| au 包 | iau 彪 |        |
| ɛu 呕 | iu 休  |        |
| ɔi 矮 |        | ui 拉  |
| am 耽 | iam 添 | m̩ 唔   |
| em 冚 | im 音  |        |
| aŋ 班 | iaŋ 江 | uaŋ 完 |
| eŋ 冰 | ieŋ 填 | ŋ̩ 嗯   |
| ɔŋ 磅 | iɔŋ 永 |        |
|       | iŋ 兴  | uŋ 尊  |
| ap 合 | iap 腊 |        |
| ep 镊 | ip 立  |        |
| ak 达 | iak 烛 | uak 括 |
| ek 德 | iek 即 | uek 国 |
|       | ik 集  | uk 郁  |
| ɔk 铎 | iɔk 略 |        |

### 声调
| 調序 | 1       | 2       | 3       | 4       | 5       | 6       | 7     | 8     |
| 調類 | 陰平    | 陽平    | 陰上    | 陽上    | 陰去    | 陽去    | 陰入  | 陽入  |
| 調值 | ˨˦ (24) | ˩˩ (11) | ˦˨ (42) | ˧˧ (33) | ˨˩ (21) | ˥˥ (55) | ˥ (5) | ˩ (1) |
| 例字 | 仙      | 神      | 选      | 擅      | 迅      | 羡      | 雪    | 实    |

## 文白异读
雷州话的文白异读比闽南语、闽东语等福建的闽语更为丰富。

## 方言
ISO 639-6将雷州话分为以下几种方言：
- 雷城话（海康话，hikg）
- 龙门话（lgme）
- 东里话（dgli）
- 徐闻话（xwen）
- 烏石（wusi）
- 江洪（jgho）
- 北坡（beio）
- 遂溪话（sixi）
- 东山（dghn）
- 硇洲（nozu）
- 电白话（diba）

## 延伸閲讀
- Li, Charles; Thompson, Sandra. . Cahiers de Linguistique Asie Orientale. 1983a, 12 (1): 3–21. doi:10.3406/clao.1983.1123.
- Li, Charles; Thompson, Sandra. . Cahiers de Linguistique Asie Orientale. 1983b, 12 (2): 119–148. doi:10.3406/clao.1983.1138.
- Yue-Hashimoto, Anne O. . Chinese University of Hong Kong. 1985. OCLC 15111722.

## 外部連結
- Cantonese and other dialects （页面存档备份，存于） (in Chinese)
- Classification of Northern Min Dialects from Glossika （页面存档备份，存于）